# Lump

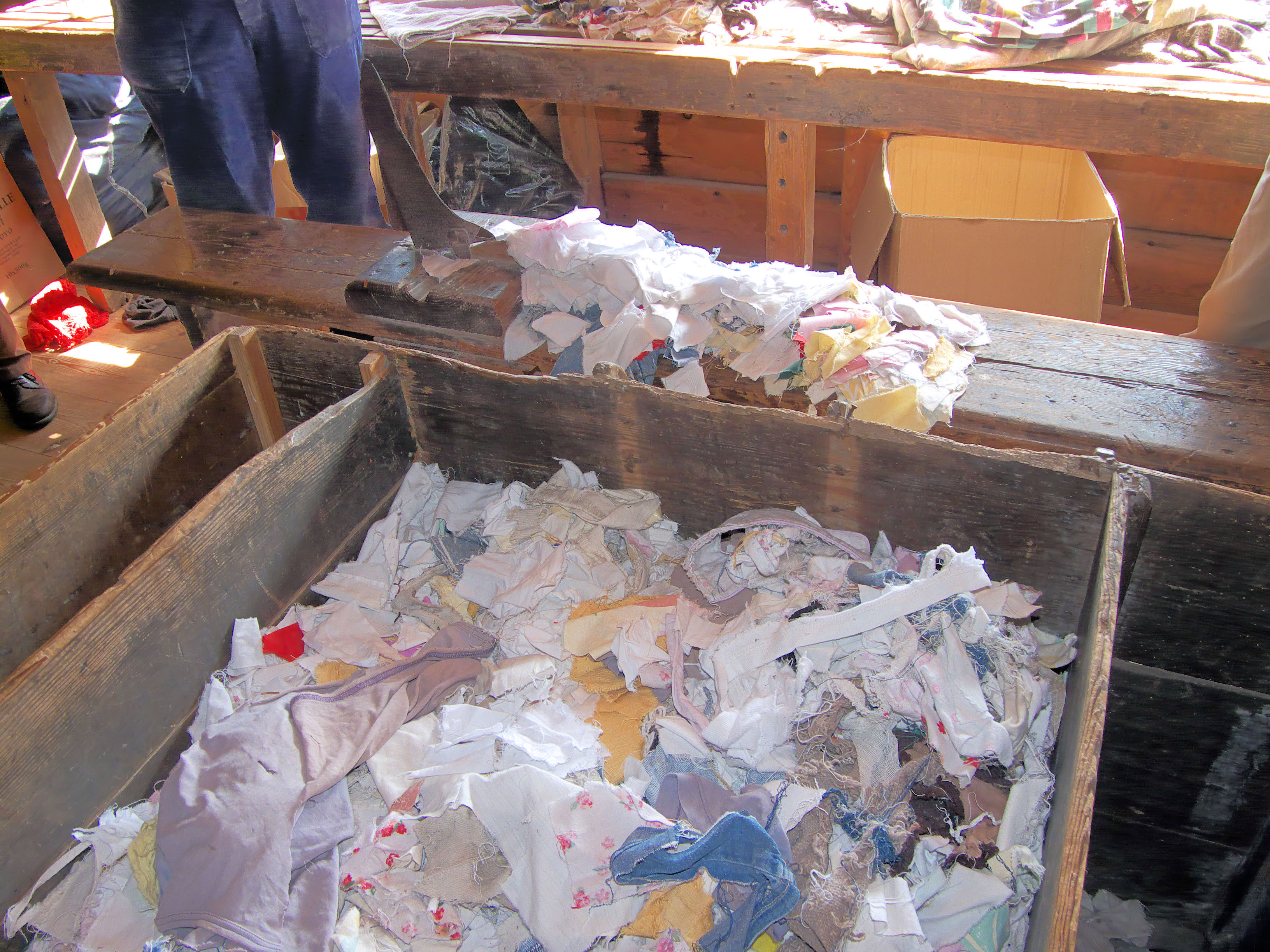
Uttjänta textilier.

Lump är slitna och kasserade textilier av bomull, ull, lin, jute och hampa.
Lump var från början den enda råvaran till pappersmassa fram till ca 1830-talet, då man började tillverka massan av halm och slipmassa av träråvara. Dock fanns lumppappret även senare, och används än idag till vissa exklusiva små bokupplagor. Det bästa pappret fick man från linnelump, vilket var en bristvara. I "pappersbruksstäder", som levde nästan helt på pappersbruket, till exempel Mölndal i Västsverige, var bristen på lump som svårast. Speciella lumpsamlare var anställda av pappersbruken för att samla in råvaran. På 1860-talet lyckades man på kemisk väg använda trämassa för papperstillverkning, vilket ledde till att papperet blev billigare.
Den ökade tillgången på avlagda och utslitna textilier gjorde att det var möjligt att utöka hemtextilierna med till exempel trasmattor till golven. Lumpmassa (egentligen s.k. bomullslinter som är ett avfall från bomullsspinnerier) används idag för sedlar och andra värdehandlingar.